# Школа № 22 (Мелітополь)
Мелітопольська середня школа № 22 – загальноосвітній навчальний заклад у місті Мелітополь Запорізької області.

## Історія
Школа була побудована 1938 року в рекордно короткі терміни — лише за три місяці. На той час мелітопольські школи були переповнені, і нова школа стала першою семирічкою у районі Юрівки. Ініціатива будівництва школи належала Сталінській залізниці, і спочатку школа називалася "школа №69 Сталінської залізниці". Для будівництва школи довелося викорчувати черешневий сад, який раніше ріс її місці.
2003 року сталася пожежа в кабінеті завуча — через котельню, розташовану в підвалі під кабінетом. Школа № 22 була переведена з твердого палива на природний газ останньою зі шкіл міста — газову котельню при школі було введено в експлуатацію у 2009 році.
У 2010 році на подвір'ї школи було висаджено кленову алею, а в 2011 році — відкрито пам'ятний знак на честь двічі Героя Радянського Союзу Амет-Хана Султана, льотчика, який отримав Орден Червоного Прапора за відвагу в Мелітопольській наступальній операції. Невипадково, що знак на честь кримськотатарського льотчика відкрито в школі, де найсильніші кримськотатарські традиції.
Влітку 2011 року у школі повністю змінився керівний склад. Новим директором стала Алла Клименко.
З 1938 року школу закінчили понад 5000 випускників.

## Позакласна робота
При школі діє факультатив кримськотатарської мови та працює інтеркультурний музей.

## Традиції
Учні створили у школі дитячу Республіку «Кредо», із власним президентом та мерами міст.

## Відомі вчителі
- Валентина Мефодіївна Сахацька (нар. 1958) – директор Мелітопольського краєзнавчого музею, депутат Мелітопольської міськради. З 1976 року працювала у школі № 22 старшою піонервожатою, а з 1990 року (після закінчення Мелітопольського педінституту ) – учителем хімії[8].
- Лейла Різавна Ібрагімова — директор Мелітопольського краєзнавчого музею, представник Мелітопольського регіонального комітету сприяння поверненню кримських татар на історичну батьківщину «Азат». 12 років працювала у школі №22 заступником директора з виховної роботи[9].

## Відомі випускники
- Юрій Ушаков та Василь Фіденко — радянські військові, які загинули в Афганській війні. На їхню пам'ять на будівлі школи встановлено меморіальну дошку[10].